# 3. ŽNL Osječko-baranjska NS Valpovo 2016./17.
Prvenstvo se igralo dvokružno. Ligu je osvojila Croatia Veliškovci i time se kvalificirala u 2. ŽNL Osječko-baranjsku NS Valpovo – Donji Miholjac.

## Tablica
| mj. | klub                      | ut.                    | pob                    | ner                    | por                    | gol+                   | gol-                   | bod                    |
| --- | ------------------------- | ---------------------- | ---------------------- | ---------------------- | ---------------------- | ---------------------- | ---------------------- | ---------------------- |
| 1.  | Croatia Veliškovci        | 18                     | 16                     | 1                      | 1                      | 62                     | 11                     | 49                     |
| 2.  | Omladinac Petrijevci      | 18                     | 14                     | 1                      | 3                      | 59                     | 26                     | 43                     |
| 3.  | Mladost Tiborjanci        | 18                     | 12                     | 1                      | 5                      | 42                     | 31                     | 37                     |
| 4.  | Hrvatski sokol Bocanjevci | 18                     | 9                      | 2                      | 7                      | 43                     | 29                     | 29                     |
| 5.  | Zrinski Vinogradci        | 18                     | 8                      | 4                      | 6                      | 54                     | 34                     | 28                     |
| 6.  | Tomislav Šag              | 18                     | 7                      | 4                      | 7                      | 34                     | 42                     | 25                     |
| 7.  | Gaj Brođanci              | 18                     | 3                      | 5                      | 10                     | 34                     | 61                     | 14                     |
| 8.  | Hajdin Cret               | 18                     | 3                      | 4                      | 11                     | 30                     | 53                     | 12                     |
| 9.  | Jadran Habjanovci         | 18                     | 2                      | 5                      | 11                     | 24                     | 61                     | 11                     |
| 10. | Kitišanci                 | 18                     | 1                      | 3                      | 14                     | 20                     | 54                     | 6                      |
|     | Sloga Samatovci           | odustali nakon 1. kola | odustali nakon 1. kola | odustali nakon 1. kola | odustali nakon 1. kola | odustali nakon 1. kola | odustali nakon 1. kola | odustali nakon 1. kola |